# LeBron James
LeBron Raymone James (Akron, Ohio, 1984. december 30. –) amerikai profi kosárlabdázó, aki az észak-amerikai kosárlabda-bajnokságban, a Los Angeles Lakers csapatában játszik. Jamest gyakran nevezik King Jamesnek, a nemzetközi média az NBA jelenlegi legnagyobb sztárjaként tartja számon középiskolai évei óta. Ő szerezte a legtöbb pontot az NBA történetében, megelőzve Kareem Abdul-Jabbart 2023-ban.
James a St. Vincent – St. Mary középiskolában eltöltött évei alatt háromszor nyerte el Ohio Mr. Kosárlabda címét. A 2003-as szezontól kezdve a Cavaliers játékosa, ahol gyorsan a liga sztárjává nőtte ki magát gyakori és sikeres pontszerző akcióival. Passzolási képességeivel, atletikus alkatával és profi befejezéseivel gyakran tapsra készteti a bajnokság nézőit, valamint szintén hírnevet szerzett azáltal, hogy ő a liga egyik legjobb védekező játékosa. Húsz évesen, élete első NBA szezonját az NBA év újonca-díjjal zárta, egyúttal ő volt az első Cavaliers játékos, illetve a legfiatalabb, aki elnyerte a díjat. Ezt a teljesítményt követően a 2007-es NBA döntőig vezette a Cavaliers csapatát, miközben egymás után kétszer nyerte el az NBA Most Valuable Player, azaz a legértékesebb játékos címet. Ezt követően 2010-ben szabadügynökké (freeagent) vált, majd leszerződött a Miami Heat csapatához, melyet az ESPN televíziótársaság The Decision, magyarul A Döntés című műsorában jelentett be. Ez vált az egyik legvitatottabb szabadügynöki döntéssé az egész amerikai sport történetében.
2012-ben a Miami csapatával bejutott és megnyerte az NBA döntőt, majd 2013-ban megismételte ugyanezt. 2014-ben, négy szezont követően otthagyta a Miami csapatát és visszatért a clevelandiekhez. 2016-ban James eljuttatta csapatát a döntőbe, ahol legyőzték a Golden State Warriors csapatát. A legutóbbi három NBA-szezon MVP-je, azaz legjobb játékosa lett. A 2012-es londoni olimpia megnyerésével megcsinálta azt, ami eddig csak Michael Jordannek sikerült, ugyanabban az évben lett olimpiai bajnok, NBA-győztes és NBA MVP.
James elismerései és eredményei kiemelkedők, beleértve a négyszeres MVP címét, négy NBA-döntőben elnyert MVP címét, három olimpiai aranyérmét, három All Star játékosi MVP címét, valamint az NBA ponttáblázatában elért eredményeit. Ő tartja a rekordot a legtöbb All Star-szereplésért, hússzal.

## Pályafutása
2003-ban, 18 évesen a NBA-draft első választottjaként a Cleveland csapatához került, és még NBA-beli debütálása előtt egy 100 millió dolláros cipőszerződést kötött a Nike-val. Utána jelentkezett a Miami Heat-be. LeBron számos legfiatalabb játékos rekordot tart. Első szezonja alatt elnyerte az NBA Az év újonca címet, a következő négy évben az All-NBA és az All-Star elismeréseket is magáénak tudhatta. James csapatát, a Cavalierst a playoffig vezette 2006-ban, 2007-ben, 2008-ban, 2009-ben és 2010-ben is. 2007-ben 15 éves szünet után segítségével a Cleveland a konferencia döntőjéig, és az NBA nagydöntőjéig jutott. Karrierjének az előző szezonokban és rájátszásokban produkált pontdobó átlaga az NBA történetének ötödik legjobbja.
James hivatalosan kiscsatár, de gyakran erőcsatárkén is játszik jó dobóteljesítménye miatt. Az USA kosárlabda-válogatottjának is tagja, a 2004-es olimpián kosárlabdában bronzérmet, 2008-ban aranyérmet nyert. 2006-ban és 2008-ban az NBA All-Star Game MVP-jévé választották.
2010. július 1-jén James Free Agent lett (azaz szabadon igazolható játékos) és bejelentette, hogy 23-as számról 6-osra vált. 6 csapattal folytatott tárgyalásokat (Knicks, Nets, Heat, Bulls, Clippers, Cavaliers), végül július 8-án bejelentette, hogy elhagyja a Cavs-t és a Miami Heat-hez igazol. Július 9-én a Miami Heat csapatához szerződött, ahol csatlakozott Dwyane Wade-hez és Chris Bosh-hoz. Érdekesség, hogy az előbb említett két játékost is 2003-ban, Jamesszel azonos évben draftolták. Ezzel összeállt a Dwyane Wade, Chris Bosh, Lebron James nagy 3-as. Az Első évben rögtön a nagy döntőig meneteltek, ahol azonban a Dallas Mavericks 4-2-re megverte a Miamit.
James 4 évig volt a Miami Heat csapatának tagja és mind a 4 évben bekerültek a Nagydöntőbe. A 2011/12-es szezonban és a 2012/13-as szezonban bajnoki címig vezette a csapatát, majd 2013/2014-ben a San Antonio Spurs csapatával találkoztak a nagydöntőben ahol 4-1-re alulmaradtak.
Miután elvesztették a döntőt, James átigazolt egykori csapatához a Cleveland Cavaliershez 2014-ben.
2015-ben újra a nagydöntőbe jutott ahol a Golden State Warriors volt az ellenfél és a sérülésekkel gyengült csapat 4-2-es vereséget szenvedett.
2016-ban bajnoki címet szerzett a Caliverssel is, miután a nagydöntőben 4-3-as összesítéssel felülmúlták a Golden State Warriorst. Köszönhetően Lebron James és Kyrie Irving csodálatos egyéni teljesítményének.

## Az áttörést jelentő 2011/2012-es szezon
A 11/12-es szezon nagy csúszással kezdődhetett, mivel nagyon sokáig elhúzódott, a liga és a játékosok közt fellépő bérvita, így a szezon később kezdődött és rövidebb is volt az eddigieknél. A mindössze 66 meccsből álló alapszakaszt a Miami Heat jól teljesítette, így keleten másodiknak vághatott neki a rájátszásnak. Az első a Chicago Bulls volt, aki viszont Derrick Rose szerencsétlen sérülése miatt már az első fordulóban kiesett. A Miami simán eljutott a főcsoportdöntőig, ahol azonban a szintén szárnyaló Boston Celticssel találkoztak. Ez is simán kezdődött, mivel a Heat elhúzott a hazai meccseit behozva 2-0-ra. Ám ekkor kapta össze magát a Boston és meg sem állt 3-2-es vezetésig. Így értünk Bostonba, a hatodik meccsig, ahol LeBron James 45 pontot és 15 lepattanót ért el. A meccset fölényesen a Miami nyerte és készülődhetett a hetedik meccs. Itt 11 pontról fordított a Miami és jutott be a döntőbe. LeBron James tavaly került ilyen közel a győzelemhez, ám az első meccsen kikapott és 1-0-s hátrányba került. Ám itt jött a csoda és négy egymást követő győzelemmel megünnepelhette James az első, a Miami a második bajnok címét.

## Középiskola

### Első éve
James az Ohio állambeli Akron városi St. Vincent – Középiskolában tanult, itt harcosként is hívták. 21 pontos és 6,2-es lepattanóátlagával és 23-1-es győzelem-vereség arányával csapatát csoportjának bajnokává segítette. Az akroni egyetem volt vezetőedzője, Keith Dambrot volt akkori edzője.

### Második éve
Ebben az évben James 25,2 pontos, 7,2-es lepattanó, 5,8-es gólpassz és 3,8-es labdaszerzést ért el. A szezont a csapat 26–1-es győzelem-vereség aránnyal zárta, így ismét bajnokok lettek. Ő volt az első elsős, akit Ohio Mr. Kosárlabdájának neveztek és akit a USA Today All-USA első csapatába választottak.
LeBron amerikaifutballozott is, szélső elkapó volt. James több mint 700 yardot futott egy szezonban.

## Statisztika
A Basketball Reference adatai alapján.

### Alapszakasz
| Szezon      | Csapat      | JM   | KM   | JP/M  | MG%  | 3P%  | BD%  | LP/M | GP/M  | L/M | B/M | P/M   |
| ----------- | ----------- | ---- | ---- | ----- | ---- | ---- | ---- | ---- | ----- | --- | --- | ----- |
| 2003–04     | Cleveland   | 79   | 79   | 39.5  | .417 | .290 | .754 | 5.5  | 5.9   | 1.6 | 0.7 | 20.9  |
| 2004–05     | Cleveland   | 80   | 80   | 42.4* | .472 | .351 | .750 | 7.4  | 7.2   | 2.2 | 0.6 | 27.2  |
| 2005–06     | Cleveland   | 79   | 79   | 42.5  | .480 | .335 | .738 | 7.0  | 6.6   | 1.6 | 0.8 | 31.4  |
| 2006–07     | Cleveland   | 78   | 78   | 40.9  | .476 | .319 | .698 | 6.7  | 6.0   | 1.6 | 0.7 | 27,3  |
| 2007–08     | Cleveland   | 75   | 74   | 40.4  | .484 | .315 | .712 | 7.9  | 7.2   | 1.8 | 1.1 | 30.0* |
| 2008–09     | Cleveland   | 81   | 81   | 37.7  | .489 | .344 | .780 | 7.6  | 7.2   | 1.7 | 1.1 | 28.4  |
| 2009–10     | Cleveland   | 76   | 76   | 39.0  | .503 | .333 | .767 | 7.3  | 8.6   | 1.6 | 1.0 | 29.7  |
| 2010–11     | Miami       | 79   | 79   | 38.8  | .510 | .330 | .759 | 7.5  | 7.0   | 1.6 | 0.6 | 26.7  |
| 2011–12†    | Miami       | 62   | 62   | 37.5  | .531 | .362 | .771 | 7.9  | 6.2   | 1.9 | 0.8 | 27.1  |
| 2012–13†    | Miami       | 76   | 76   | 37.9  | .565 | .406 | .753 | 8.0  | 7.3   | 1.7 | 0.9 | 26.8  |
| 2013–14     | Miami       | 77   | 77   | 37.7  | .567 | .379 | .750 | 6.9  | 6.3   | 1.6 | 0.3 | 27.1  |
| 2014–15     | Cleveland   | 69   | 69   | 36.1  | .488 | .354 | .710 | 6.0  | 7.4   | 1.6 | 0.7 | 25.3  |
| 2015–16†    | Cleveland   | 76   | 76   | 35.6  | .520 | .309 | .731 | 7.4  | 6.8   | 1.4 | 0.6 | 25.3  |
| 2016–17     | Cleveland   | 74   | 74   | 37.8* | .548 | .363 | .674 | 8.6  | 8.7   | 1.2 | 0.6 | 26.4  |
| 2017–18     | Cleveland   | 82*  | 82*  | 36.9* | .542 | .367 | .731 | 8.6  | 9.1   | 1.4 | 0.9 | 27.5  |
| 2018–19     | Los Angeles | 35   | 35   | 34.8  | .515 | .350 | .683 | 8.5  | 7.2   | 1.3 | 0.7 | 27.2  |
| 2019–20†    | Los Angeles | 67   | 67   | 34.6  | .493 | .348 | .693 | 7.8  | 10.2* | 1.2 | 0.5 | 25.3  |
| 2020–21     | Los Angeles | 45   | 45   | 33.4  | .513 | .365 | .698 | 7.7  | 7.8   | 1.1 | 0.6 | 25.0  |
| 2021–22     | Los Angeles | 56   | 56   | 37.2  | .524 | .359 | .756 | 8.2  | 6.2   | 1.3 | 1.1 | 30.3  |
| 2022–23     | Los Angeles | 55   | 54   | 35.5  | .500 | .321 | .768 | 8.3  | 6.8   | 0.9 | 0.6 | 28.9  |
| 2023–24     | Los Angeles | 71   | 71   | 35.3  | .540 | .410 | .750 | 7.3  | 8.3   | 1.3 | 0.5 | 25.7  |
| 2024–25     | Los Angeles | 70   | 70   | 34.9  | .513 | .376 | .782 | 7.8  | 8.2   | 1.0 | 0.6 | 24.4  |
| Összesített | Összesített | 1562 | 1560 | 37.8  | .506 | .349 | .737 | 7.5  | 7.4   | 1.5 | 0.7 | 27.0  |
| All-Star    | All-Star    | 20   | 20   | 26.8  | .513 | .297 | .725 | 5.7  | 5.7   | 1.1 | 0.4 | 21.7  |

### Rájátszások
| Szezon     | Csapat      | JM  | KM  | JP/M | MG%  | 3P%  | BD%  | LP/M | GP/M | L/M | B/M | P/M  |
| ---------- | ----------- | --- | --- | ---- | ---- | ---- | ---- | ---- | ---- | --- | --- | ---- |
| 2006       | Cleveland   | 13  | 13  | 46,5 | .476 | .333 | .737 | 8.1  | 5.8  | 1.4 | 0.7 | 3.8  |
| 2007       | Cleveland   | 20  | 20  | 44.7 | .416 | .280 | .755 | 8.1  | 8.0  | 1.7 | 0.5 | 25.1 |
| 2008       | Cleveland   | 13  | 13  | 42.5 | .411 | .257 | .731 | 7.8  | 7.6  | 1.8 | 1.3 | 28.2 |
| 2009       | Cleveland   | 14  | 14  | 41.4 | .510 | .333 | .749 | 9.1  | 7.3  | 1.6 | 0.9 | 35.3 |
| 2010       | Cleveland   | 11  | 11  | 41.8 | .502 | .400 | .733 | 9.3  | 7.6  | 1.7 | 1.8 | 29.1 |
| 2011       | Miami       | 21  | 21  | 43.9 | .466 | .353 | .763 | 8.4  | 5.9  | 1.7 | 1.2 | 23.7 |
| 2012       | Miami       | 23  | 23  | 42.7 | .500 | .259 | .739 | 9.7  | 5.6  | 1.9 | 0.7 | 30.3 |
| 2013       | Miami       | 23  | 23  | 41.7 | .491 | .375 | .777 | 8.4  | 6.6  | 1.8 | 0.8 | 25.9 |
| 2014       | Miami       | 20  | 20  | 38.2 | .565 | .407 | .806 | 7.1  | 4.8  | 1.8 | 0.6 | 27.4 |
| 2015       | Cleveland   | 20  | 20  | 42.2 | .417 | .227 | .731 | 11.3 | 8.5  | 1.7 | 1.1 | 30.1 |
| 2016       | Cleveland   | 21  | 21  | 39.1 | .525 | .340 | .661 | 9.5  | 7.6  | 2.3 | 1.3 | 26.3 |
| 2017       | Cleveland   | 18  | 18  | 41.3 | .565 | .411 | .698 | 9.1  | 7.8  | 1.9 | 1.3 | 32.8 |
| 2018       | Cleveland   | 22  | 22  | 41.9 | .539 | .342 | .746 | 9.1  | 9.0  | 1.4 | 1.0 | 34.0 |
| 2020†      | Los Angeles | 21  | 21  | 36.3 | .560 | .370 | .720 | 10.8 | 8.8  | 1.2 | 0.9 | 27.6 |
| 2021       | Los Angeles | 6   | 6   | 37.3 | .474 | .375 | .609 | 7.2  | 8.0  | 1.5 | 0.3 | 23.3 |
| 2023       | Los Angeles | 16  | 16  | 38.7 | .498 | .264 | .761 | 9.9  | 6.5  | 1.1 | 1.1 | 24.5 |
| 2024       | Los Angeles | 5   | 5   | 40.8 | .566 | .385 | .739 | 6.8  | 8.8  | 2.4 | 1.0 | 27.8 |
| 2025       | Los Angeles | 5   | 5   | 40.8 | .489 | .357 | .775 | 9.0  | 5.6  | 2.0 | 1.8 | 25.4 |
| Összesítve | Összesítve  | 292 | 292 | 41.3 | .496 | .333 | .741 | 9.0  | 7.2  | 1.7 | 1.0 | 28.4 |

## Díjak, elismerések
- 4× NBA Bajnok: 2012, 2013, 2016, 2020
- 4× NBA Finals MVP: 2012, 2013, 2016, 2020
- NBA MVP: 2008–2009, 2009–2010, 2011–2012, 2012–2013
- NBA Az év újonca: 2004
- NBA Újoncok első csapata: 2004
- NBA legtöbb pontot dobó játékos: 2008
- Kétszeres NBA All Star gála MVP: 2006, 2008, 2018[2]
- Huszonegyszeres NBA All Star játékos: 2005–2025
- Húszszoros All-NBA:
  - Első csapat: 2006, 2008–2018, 2020
  - Második csapat: 2005, 2007, 2021
  - Harmadik csapat: 2019, 2022–2024
- Egyszeres NBA All-Defense tag:
  - Első csapat: 2009
- Olimpiai bajnok: 2008, 2012, 2024
- Olimpiai bronzérem: 2004
- Világbajnok bronzérem: 2006
- Amerika-bajnok: 2007